# フェアリーテール (ブランド)
フェアリーテール（FAIRYTALE）は、株式会社エフアンドシー（F&C）のアダルトゲームブランドの1つである。

## 概要
元々は株式会社ジャストから独立した有限会社キララ及びキララが社名変更した有限会社アイデス（後に株式会社になる）のブランドである。
有限会社キララ時代の1987年に『ふぇありぃてぃる』でデビュー、1989年のカクテル・ソフトデビュー後はシリアス系ブランドとしてF&Cの2本柱の一方を担う存在となっていく。
2001年のF&C再編後も一応存続しているが、組織再編が両ブランドを合わせた上で3分割という形であったため、改編前後では別ブランドという見方もある。また、改編以前のものについても、リアル系ブランド「RED-ZONE（レッドゾーン）」及びサスペンス系ブランド「HARDCOVER（ハードカバー）」を含めて指す場合があり、改編以降も「花月組」・「月星組」に分かれたことがある。

## 作品一覧
ここでは1987年から2000年までの組織改編以前のタイトルについて記述する。

### フェアリーテール
2001年の組織改編以降のタイトルはF&C#フェアリーテールを参照。
- 1987年5月 - ふぇありぃてぃる
- 1987年5月 - 麗奈（実写ゲーム）
- 1987年5月 - すてぃる・そーど（全年齢対象）
  - 1988年7月8日 - すてぃる・そーど for adult
- 1987年6月 - ほっとMILK
- 1987年6月 - あぶない女性心理学入門
- 1987年10月 - リップスティック（#1 ロリータ編、#2 女子学生編、#3 OL編、#4 看護婦編、#5 スチュワーデス編）
  - 1989年 - リップスティックV2
- 1987年10月 - 殺しのドレス
  - 1989年9月 - 殺しのドレス2
  - 1993年2月10日 - 殺しのドレス3
- 1988年1月 - セーラー服美少女図鑑（其の一〜其の六）
- 1988年2月 - 東京女子高生セーラー服入門（第1巻〜第3巻）
- 1988年6月8日 - あっぷる・くらぶ1
  - 1988年9月8日 - あっぷる・くらぶ2
  - 1988年11月9日 - あっぷる・くらぶ データ集
  - 1988年11月21日 - あっぷる・くらぶ あぶない番外編
- 1988年8月8日 - これが噂の!ゴリンピック
- 1988年11月15日 - LIPSTICK.ADV（リップスティックアドベンチャー）
  - 1990年12月14日 - LIPSTICK.ADV2（リップスティックアドベンチャー2）
  - 1993年4月23日 - LIP3 リップスティックアドベンチャー3
  - 1999年4月23日 - Lipstick Adv.EX（リップスティックアドベンチャーEX）
- 1989年6月8日 - DORAGOON ARMAR for Adult
- 1990年4月21日 - うろつき童子
- 1990年5月17日 - ストロベリー大戦略 NOVU
  - 1993年10月22日 - ストロベリー大戦略II
- 1990年12月5日 - X・na [キサナ]
- 1991年3月8日 - 私をゴルフに連れてって
- 1991年11月22日 - XIX [ギゼ!]
- 1991年12月22日 - 舞☆MAI ふにふにぱぴゅーんといわせちゃる!
- 1991年12月27日 - 華麗なる人生 みなさんのおかげです
  - 1994年11月22日 - 華麗なる人生2
- 1992年4月 - 蘭丸
- 1992年4月1日 - DEAD OF THE BRAIN 〜死霊の叫び〜（ナイトメアシリーズ第1弾）
  - 1993年3月12日 - マリンフィルト（ナイトメアシリーズ第2弾）
  - 1993年11月26日 - DEAD OF THE BRAIN 2
- 1992年5月 - 夢二 浅草綺譚
- 1992年5月1日 - 狂った果実
- 1992年7月23日 - 新宿物語
- 1992年11月27日 - ドラキュラ伯爵
- 1993年10月29日 - 極楽まんだら
- 1994年4月13日 - アラベスク 〜少女たちの織りなす愛の物語〜
- 1995年2月24日 - Virtua Call（0990）（バーチャコール）
  - 1995年12月22日 - Virtua Call2（バーチャコール2）
  - 1996年4月26日 - Virtua Call（0990）（バーチャコール）（Windows版）
  - 1996年10月25日 - Virtua Call2（バーチャコール2）（Windows版）
  - 1997年7月25日 - Virtua Call3（バーチャコール3）
- 1995年6月23日 - ロマンスは剣の輝き -THE LAST CRUSADER-
  - 1999年12月22日 - ロマンスは剣の輝きII
- 1995年10月27日 - フェアリーテールリミックス volume.1
  - 1996年4月26日 - フェアリーテールリミックス volume.2
  - 1996年11月29日 - フェアリーテール リミックス volume.3 with Virtua Call2.2
  - 1998年4月24日 - ProjectVC+フェアリーテールリミックス Volume.4
- 1995年11月2日 - MOON GATE
- 1996年9月12日 - 同窓会 〜Yesterday Once More〜
  - 1997年12月26日 - 同窓会 Art Collection
  - 2000年10月9日 - 同窓会メモリアルパッケージ
- 1998年2月6日 - Natural 〜身も心も〜
  - 2000年4月14日 - Natural Premium Package
  - 2000年5月26日 - Natural2 -DUO-
  - 2000年12月22日 - Natural Zero+ 〜はじまりと終わりの場所で〜
- 1998年11月20日 - PALETTE
- 1999年10月29日 - ハートに火をつけて…
- 1999年11月19日 - トゥインクルレビュー
  - 2000年1月28日 - トゥインクルレビュー・スペシャルパッケージ
- 2000年6月30日 - さくらんぼ海岸
- 2000年11月10日 - B.B. Oh,yes! Jonny!
- 2000年12月8日 - White Christmas 〜雪降る夜の恋人達〜

＊以降開発ラインは基本的にはF&C FC01に移行したが、PALETTEとNaturalシリーズについてはFC03に移行している（この2つは関連作品がFC03より発売された）。

### フェアリーテール / X指定
X指定 (X-rated) とは、1991年頃のアメリカ合衆国の成人指定の基準。当時、日本ではコンピューターソフトウェア倫理機構（ソフ倫）はまだ発足してはおらず、X指定は「このゲームはアメリカでは18禁になるくらいエロいんです」という煽り文句として使われていた。なお、沙織事件により『ドラゴンシティX指定』と『沙織』は製品登録抹消されている。
- 1991年1月 - ドラゴンシティX指定
- 1991年7月27日 - 校内写生全3巻（遊人原作の成人向け漫画のゲーム移植版）
- 1991年10月18日 - 沙織 -美少女達の館-

### RED-ZONE（レッドゾーン）
2001年の組織改編以降のタイトルはF&C#RED-ZONE（レッドゾーン）を参照。
- 1993年2月19日 - 遊人・SPECIAL COLLECTION 全三巻合同本!! 校内写生①②③
- 1993年6月4日 - 透明人間あらわるあらわる
- 1994年2月25日 - 雀妃楼
- 1994年7月29日 - 秘密指令1919
- 1995年7月7日 - 尋問遊戯
  - 1997年1月24日 - 尋問遊戯（Windows版）
- 1995年7月28日 - 石原豪人のからくり美術館（Classic Mac OS版）
- 1995年11月22日 - レッドゾーンのクライマックス大全集（第1巻、第2巻）
- 1996年4月19日 - X-GIRL
  - 1997年1月24日 - X-GIRL（Windows版）
- 1999年11月26日 - 転任教師
- 1999年12月10日 - 義理姉妹
- 2000年4月28日 - ピクピクパニック

名前シリーズ
- 1993年1月22日 - 亜紀子 プレミアム・バージョン
  - 1997年4月11日 - 亜紀子（Windows版）
- 1993年7月9日 - 奈緒美 〜美少女たちの館〜
  - 1997年2月14日 - 奈緒美（Windows版）
- 1993年11月19日 - 稚恵美
  - 1993年12月22日 - 稚恵美&奈緒美
  - 1997年1月24日 - 稚恵美（Windows版）
- 1994年1月28日 - 美穂
- 1994年8月26日 - 沙也香 〜義母〜
  - 1994年9月14日 - 沙也香&美穂（FM TOWNS版）
  - 1997年3月14日 - 沙也香（Windows版）
- 1994年12月23日 - 亜紀子 GOLD
  - 1997年4月11日 - 亜紀子 GOLD（Windows版）
- 1995年10月6日 - 真奈美 〜愛と交換の日々〜
  - 1997年2月14日 - 真奈美（Windows版）
- 1996年2月23日 - 香奈子
  - 1997年3月14日 - 香奈子（Windows版）
- 1996年7月19日 - レッドゾーン プレミアム・コレクション（Classic Mac OS版）
- 1996年9月25日 - 女医/美奈子
- 1997年6月27日 - AKIKO HARD

### HARDCOVER（ハードカバー）
2000年に解散するが、2005年にF&C HARDCOVERとなる。
- 1994年6月24日 - ネクロノミコン
- 1995年5月26日 - マリアに捧げるバラード
- 1996年8月2日 - BLUE EYES
- 2000年2月25日 - ECHO